# Parachydaeopsis
Parachydaeopsis is een kevergeslacht uit de familie van de boktorren (Cerambycidae). De wetenschappelijke naam van het geslacht werd voor het eerst geldig gepubliceerd in 1968 door Breuning.

## Soorten
Parachydaeopsis omvat de volgende soorten:
- Parachydaeopsis laosica Breuning, 1968
- Parachydaeopsis shaanxiensis Wang & Chiang, 2002